# Majwanaadipitse
Majwanaadipitse è un villaggio del Botswana situato nel distretto Centrale, sottodistretto di Serowe Palapye. Il villaggio, secondo il censimento del 2011, conta 638 abitanti.

## Località
Nel territorio del villaggio sono presenti le seguenti 2 località:
- Majwanaadipitse Lands di 23 abitanti,
- Xhiraka di 13 abitanti